# 呼徴
呼徴（こちょう、拼音：Hūzhēng, ? - 179年）は、中国後漢時代の南匈奴の単于。屠特若尸逐就単于の子。

## 生涯
光和元年（178年）に即位する。
光和2年（179年）、使匈奴中郎将の張脩は単于呼徴と仲が悪く、張脩は独断で単于呼徴を斬り、代わって右賢王の羌渠を単于に立てた。張脩は事前に朝廷の承認を得ずに単于を誅殺したので、檻車で廷尉に護送され死罪に処せられたが、羌渠の即位は認められた。

## 参考資料
- 『後漢書』（南匈奴列伝）